# Cian

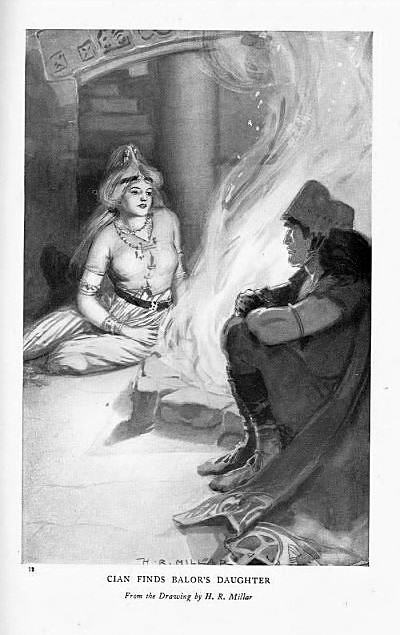
Cian incontra la figlia di Balor

Nella mitologia irlandese, Cian (/kʲiːən/ "antico, distante"), figlio di Dian Cecht dei Túatha Dé Danann, è meglio conosciuto come il padre di Lugh nato dalla sua unione con la principessa dei Fomoriani Ethniu.

## Mitologia
Cian era nato con un residuo del sacco amniotico sulla testa, e venne trasformato in un maiale quando, da ragazzo, venne colpito dallo scettro di un druido. Da lì in avanti egli poteva trasformarsi in maiale quando voleva. Secondo altre versioni poteva trasformarsi in un cane.
Secondo la profezia, Balor, il re dei Fomoriani, doveva essere ucciso da suo nipote. Rinchiuse quindi sua figlia, Ethniu, in una torre di cristallo per impedirle di restare incinta. Cian, con l'aiuto della druida Birog, riuscì a entrare nella torre. Ethlinn presto diede alla luce tre figli. Balor li gettò nell'oceano, due affondarono o vennero tramutati in foche, ma uno, Lugh, venne salvato da Birog e divenne figlio adottivo di Manannan mac Lir.
Stando ad una versione del mito, Cian sedusse Ethniu per vendicarsi di Balor dopo che questi gli aveva rubato la sua mucca.
Cian fu ucciso dai figli di Tuireann, Brian, Iuchar e Iucharba, dopo aver tentato senza successo di sfuggire loro sotto forma di maiale. Lugh stabilì per loro una serie di ricerche apparentemente impossibili come ricompensa. Le realizzarono tutte, ma vennero mortalmente feriti completando l'ultima. Malgrado le suppliche di Tuireann, Lugh negò loro l'uso di uno degli oggetti che avevano ritrovato, una pelle di maiale magica che guariva tutte le ferite. Così facendo i tre fratelli morirono  e Tuireann morì di dispiacere sopra i loro corpi.